# هارتلی پاور
هارتلی پاور (انگلیسی: Hartley Power؛ ۱۴ مارس ۱۸۹۴ – ۲۹ ژانویهٔ ۱۹۶۶) هنرپیشه اهل ایالات متحده آمریکا بود. 
وی بازیگر فیلم‌هایی همچون جمعه سیزدهم، همیشه‌سبز و تعطیلات در رم بوده است.